# Kroksjön (Bjurholms socken)
Kroksjön är en sjö i den del av Bjurholms kommun som ligger i Västerbotten. Den ingår i Öreälvens huvudavrinningsområde. Sjön har en area på 0,252 kvadratkilometer och ligger 254,7 meter över havet.

## Delavrinningsområde
Kroksjön ingår i det delavrinningsområde (711407-165910) som SMHI kallar för Mynnar i Kroktjärnen. Medelhöjden är 281 meter över havet och ytan är 1,89 kvadratkilometer. Det finns inga avrinningsområden uppströms utan avrinningsområdet är högsta punkten. Vattendraget som avvattnar avrinningsområdet har biflödesordning 4, vilket innebär att vattnet flödar genom totalt 4 vattendrag innan det når havet efter 110 kilometer. Avrinningsområdet består mestadels av skog (77 procent). Avrinningsområdet har 0,25 kvadratkilometer vattenytor vilket ger det en sjöprocent på 13,3 procent.